# Anilios
Anilios es un género de serpientes ciegas perteneciente a la familia Typhlopidae. Se distribuyen por Australia, Nueva Guinea y las islas menores de la Sonda.

## Especies
Se reconocen las 47 especies siguientes según The Reptile Database:
- Anilios affinis (Boulenger, 1889)
- Anilios ammodytes (Montague, 1914)
- Anilios aspinus (Couper, Covacevich, Wilson, 1998)
- Anilios australis Gray, 1845
- Anilios batillus (Waite, 1894)
- Anilios bicolor (Peters, 1858)
- Anilios bituberculatus (Peters, 1863)
- Anilios broomi (Boulenger, 1898)
- Anilios centralis (Storr, 1984)
- Anilios chamodracaena (Ingram & Covacevich, 1993)
- Anilios diversus (Waite, 1894)
- Anilios endoterus (Waite, 1918)
- Anilios erycinus (Werner, 1901)
- Anilios fossor Shea, 2015
- Anilios ganei (Aplin, 1998)
- Anilios grypus (Waite, 1918)
- Anilios guentheri (Peters, 1865)
- Anilios hamatus (Storr, 1981)
- Anilios howi (Storr, 1983)
- Anilios insperatus Venchi, Wilson & Borsboom, 2015
- Anilios kimberleyensis (Storr, 1981)
- Anilios leptosomus (Robb, 1972)
- Anilios leucoproctus (Boulenger, 1889)
- Anilios ligatus (Peters, 1879)
- Anilios longissimus (Aplin, 1998)
- Anilios margaretae (Storr, 1981)
- Anilios micrommus (Storr, 1981)
- Anilios minimus (Kinghorn, 1929)
- Anilios nema (Shea & Horner, 1997)
- Anilios nigrescens Gray, 1845
- Anilios nigricaudus (Boulenger, 1895)
- Anilios nigroterminatus (Parker, 1931)
- Anilios pilbarensis (Aplin, 1993)
- Anilios pinguis (Waite, 1897)
- Anilios polygrammicus (Schlegel, 1839)
- Anilios proximus (Waite, 1893)
- Anilios robertsi (Couper, Covacevich, Wilson, 1998)
- Anilios silvia (Ingram & Covacevich, 1993)
- Anilios splendidus (Aplin, 1998)
- Anilios torresianus (Boulenger, 1889)
- Anilios tovelli (Loveridge, 1945)
- Anilios troglodytes (Storr, 1981)
- Anilios unguirostris (Peters, 1867)
- Anilios waitii (Boulenger, 1895)
- Anilios wiedii (Peters, 1867)
- Anilios yampiensis (Storr, 1981)
- Anilios yirrikalae (Kinghorn, 1942)